# 弗雷德里克·斯托爾
弗雷德里克·斯托爾（瑞典語：Fredrik Stoor；1984年2月28日—）是一位瑞典足球運動員。在場上的位置是右後衛。他現在效力於瑞典足球超甲級聯賽球隊布洛馬波卡納足球俱樂部。它還曾效力於英格蘭球隊富勒姆足球俱樂部。他也代表瑞典國家足球隊參賽。